# Asia Motors
Asia Motors byla korejská automobilka. Asia měla továrnu ve městě Kwangju. Od roku 1976 se akcie společnosti Asia Motors staly z 28,3 % majetkem automobilky Kia (součást firmy Kia později připadla Mazdě), a roku 1999 se stal 51% vlastníkem firem Asia a Kia koncern Hyundai. Tímto krokem Asia, značka aut z let 1965 až 2000, prakticky zanikla. Kromě terénních automobilů vyráběla dodávky, nákladní automobily a autobusy.